# NGC 5673
NGC 5673 في الفهرس العام الجديد، هي مجرة، تقع في كوكبة العواء. اكتشفت في 15 مايو 1787 بواسطة ويليام هيرشل.

## روابط خارجية
- NGC 5673 على موقع ويكي سكاي: DSS2, SDSS, GALEX, IRAS, Hydrogen α, X-Ray, Astrophoto, Sky Map, Articles and images